# 連鎖 (映画)
『連鎖』（原題：돌멩이 Stone Skipping）は、2020年の韓国映画。
2018年釜山国際映画祭正式招待作品。

## ストーリー
韓国のとある小さな農村で暮らす青年・ソック（キム・デミョン）は、一人で精米所を営みながら毎朝決まったルーティンの中で穏やかに生活している。彼は30代で知能が8歳ほどの知的障がい者で、村の人々は彼を優しく見守っており、中でも村人からの信頼が厚い神父（キム・ウィソン）は親子のような関係性を築いていた。ある日この平穏な村に家出少女のウンジ（チョン・チェウン）がやって来て、彼女を保護することとなったシェルター所長であるキム先生（ソン・ユナ）は、その強い正義感で彼女を守らなければと何かにつけて気にかけるように。そんな中、毎年恒例の村の祭りが開催され、あろうことかスリが発生し、皆が犯人はウンジだと誤解したが、ソックが真犯人を捜し出すのだった。それを機にソックとウンジは“友達”となり、急速に距離を縮めてゆく。心配するキム先生に神父は「2人を見守ろう」と声をかけ宥めていたが、ある夜大雨の中ソックの精米所に一人でいたウンジに予期せぬ事故が起こる。彼女を見つけたソックの行動を目撃してしまったキム先生は彼を通報し、全てが一変することとなる…。

## キャスト
- キム・デミョン
- ソン・ユナ
- キム・ウィソン
- チョン・チェウン